# Francesco Ciusa

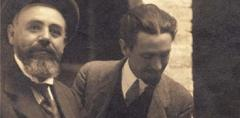
Sebastiano Satta con el escultor Francesco Ciusa

Francesco Ciusa (Nuoro, 2 de julio de 1883-Cagliari, 26 de febrero de 1949) era un escultor italiano.
Su padre era ebanista y de 1899 a 1903 asistió a la Academia de Bellas Artes de Florencia donde fue alumno Adolfo de Carolis, del escultor Domenico Trentacoste o del maestro de movimiento macchiaioli Giovanni Fattori.
Se mudó a Sassari en 1904 donde conoció a artistas como Giuseppe Biasi y regresó a Nuoro en 1905. Expuso dos veces en la Biennale di Venezia y trabajó como profesor en la Universidad de Cagliari. 